# Tefta Tashko-Koço
Tefta Tashko-Koço, född den 2 november 1910 i Fayoum i Egypten, död den 29 december 1947 i Tirana i Albanien, var en albansk artist och operettsångerska. År 1927 studerade hon i Montpellier, Frankrike och senare i Paris 1930 där hon studerade vid musikhögskolan. Hon blev omtalad och visade stor talang i "Komedi Oprah", där hon spelade en roll. Hon avled, 37 år gammal år 1947.
Hon organiserade sångklasser vid Jordan Misja-gymnasiet i Shkodra.

### Fotnoter
1. ↑  Find a Grave, Find A Grave-ID: 84844875, läs online, läst: 9 oktober 2017.[källa från Wikidata]
2. ↑  Discogs, Discogs artist-ID: 4096433, läst: 9 oktober 2017.[källa från Wikidata]
3. ↑  Laura Macy. The Grove Book of Opera Singers sid. 485-486